# Крылово (Осинский район)
Крылово — село в Осинском городском округе Пермского края России.

## Топоним
Название села восходит к фамилии основателя А. С. Крылова. Альтернативное наименование села — Покровское происходит от церкви Покрова Пресвятой Богородицы, известной с 1643 год.

## География
Расположено на левом берегу реки Тулвы, вблизи места впадения в неё реки Глубокой. Абсолютная высота — 97 метров над уровнем моря.

### Климат
Климат характеризуется как умеренно континентальный, с продолжительной холодной зимой и коротким относительно тёплым летом. Средняя температура воздуха в зимний период составляет −10 °С (абсолютный минимум — −54 °С), в летний период — 20 °С (абсолютный максимум — 38 °С). Среднегодовое количество осадков — около 598 мм. Снежный покров держится в течение 160—170 дней в году.

## История
Возникло в начале XVII века как имение племянника патриарха Гермогена А. С. Крылова, который выкупил землю на левом берегу реки Тулвы у башкир племени Гайна.  В 1722 году Крылово перешло во владение Строгановых.
В 1735—1740 годах, в ходе башкирского восстания, Крылово несколько раз подвергалось разорению со стороны башкир. С 1757 года село в собственности у князей Голицыных и Шаховских. К началу XIX века единственными владельцами Крылова стали князья Голицыны, которыми в 1850-х годах был основан Крыловский конезавод, специализирующийся на выращивании племенных лошадей арабской и английской пород. В 1905 году в Крыловской волости происходили крестьянские волнения.
В 1929 году, в ходе коллективизации, был образован колхоз «Красный партизан». В годы Великой Отечественной войны был создан детский дом, на базе которого в 1950-х годах возникла вспомогательная школа-интернат. В 1959 году в Крылово была переведена Москудьинская нефтеразведка, появился поселок нефтеразведчиков.
До 2019 года являлось центром ныне упразднённого Крыловского сельского поселения Осинского района.

## Население
| 2010 |
| ---- |
| 1018 |

### Половой состав
По данным Всероссийской переписи населения 2010 года в половой структуре населения мужчины составляли 46,9 %, женщины — соответственно 53,1 %.

### Национальный состав
Согласно результатам переписи 2002 года, в национальной структуре населения русские составляли 93 % из 1121 чел.

## Инфраструктура
Личное подсобное хозяйство с зоной сельскохозяйственного использования, индивидуальная застройка усадебного типа.
Крыловская ООШ, Крыловский детский сад.
Крыловский культурно-информационный центр.

## Транспорт
Село доступно автотранспортом. Остановки общественного транспорта.